# Коста ди Тивења (Ла Специја)
Коста ди Тивења је насеље у Италији у округу Ла Специја, региону Лигурија.
Према процени из 2011. у насељу је живело 68 становника. Насеље се налази на надморској висини од 38 м.